# Многорядник шиповатый
Многорядник шиповатый (лат. Polystichum aculeatum) — папоротник, многолетнее травянистое растение рода Многорядник (Polystichum) семейства Щитовниковые (Dryopteridaceae).

## Ботаническое описание
Вечнозелёное многолетнее травянистое растение. Обычно формирует воронковидный куст. В целом очень изменчив по габитусу. 
Листья дваждыперистые, длиной от 30 до 90 (иногда до 100) см. Черешок длиной от 5 до 20 см, толщиной до 7 мм и составляет менее трети всей длины, желобчатый и покрыт мелкими и крупными медно-коричневыми чешуйками. Листья молодых растений часто бывают только одноперистыми, что делает их похожими на листья многорядника копьевидного (Polystichum lonchitis) из-за изгиба перистого листа вперёд.Листовая пластинка ланцетная или линейно-ланцетная по очертаниям и чётко суженная к основанию, длиной от 20 до 80 см, шириной — от 5 до 22 см. Довольно крупная листовая пластинка глянцевая, тёмно-зелёная с верхней стороны, несколько бледнее с нижней стороны и редко покрыта мелкими чешуйками. С обеих сторон от 40 до 50 листочков длиной от 30 до 80 мм и шириной от 10 до 18 мм. Листочки (то есть листочки второго порядка) бесчерешковые и слегка серповидные спереди, длиной от 8 до 15 мм. Характерен самый нижний передний листочек, который значительно крупнее остальных, обычно в полтора-два раза. Зубцы листа сильно окаймлены. Сорусы расположены в 2 ряда, их индузий круглый и постоянный. Споры созревают с июня по октябрь.
Число хромосом — 2n = 164. Многорядник шиповатый возник как гибрид Polystichum lonchitis и Polystichum setiferum с последующим удвоением хромосом.

## Распространение и экология
Встречается в горах и низкогорьях Европы, а также на Кавказе и в североиндийских Гималаях. Находки из Китая, Японии и Северной Америки кажутся сомнительными и в настоящее время в основном отнесены к другим видам. В Европе изначально встречается почти во всех странах; отсутствует только в Португалии, Дании, Исландии, Косово, Беларуси, европейской части России и европейской части Турции.
Многорядник шиповатый — самый распространённый среднеевропейский вид многорядника. Встречается рассеянно в скалистых и влажных горных и овражных лесах. Обычно произрастает на богатых гумусом, известковых, а также не содержащих извести почвах. В Альпах почти не поднимается выше линии деревьев. В Альпах Алльгау в Баварии растёт на высоте до 2000 метров над уровнем моря. Охраняемый вид в Германии.
Встречается группами на затенённых или тенистых, свежих и подвижных, крутых склонах с бедными известью, но богатыми основаниями почвами; любит расти на богатых щебнем склонах, на скалах или на стенах, обычно в условиях более или менее мягкой зимы, влажного климата. Характерен для овражных лесов (Aceri-Fraxinetum), изредка встречается в богатых осыпями или крутых буковых лесах (Asperulo-Fagetum).
В Швейцарии значения экологических показателей согласно Ландольту: индекс влажности F = 3+ (влажный), индекс освещенности L = 3 (полутенистый), индекс реакции R = 3 (от слабокислой до нейтральной), индекс температуры T = 3 (горный), индекс питательности N = 3 (от умеренно бедного до умеренно богатого питательными веществами), индекс континентальности K = 3 (от субокеанического до субконтинентального).

## Таксономия и систематика
Вид впервые описан в 1753 году Карлом Линнеем как Polypodium aculeatum в Species Plantarum. Вид был помещен в род Polystichum Roth в 1799 году Альбрехтом Вильгельмом Ротом в Tentamen Florae Germanicae как Polystichum aculeatum (L.) Roth. Видовой эпитет aculeatum означает «колючий» и относится к заострённым зубцам листьев.
Выделяют следующие разновидности:
- Polystichum aculeatum var. samoense Luerss.: встречается на островах Самоа.

## Применение
Выращивается как декоративное садовое растение для тенистых мест. Выдерживает морозы до -20 °C (зона H7 USDA).